# Суспільне Миколаїв
«Суспільне Миколаїв» (Фі́лія АТ «НСТУ» «Микола́ївська регіона́льна дире́кція») — українська регіональна суспільна телерадіокомпанія, філія Національної суспільної телерадіокомпанії України, до якої входять однойменний телеканал, радіоканал «Українське радіо Миколаїв» та діджитал-платформи, які мовлять на території Миколаївської області.

## Історія
Історія Миколаївського обласного радіо бере свій початок 1925 року. Тоді було ухвалено Постанову про виділення коштів на обладнання Миколаївської радіостанції у розмірі 16 тис. карбованців. Роботи по її спорудженню розпочалися у 1927 році. 1929 року відбулася перша трансляція спектаклю по радіо.
Миколаївська студія телебачення розпочала свою роботу 13 грудня 1959 року. Тоді на екранах телевізорів вперше з'явився напис «Показує Миколаїв», і в прямому етері глядачі вперше побачили телевізійну студію, в якій зібралися всі причетні до створення в Миколаєві ретрансляторної станції і телевізійного центру. Відкрили телевізійний сезон фільмом «Волга-Волга».
Обласна редакція радіомовлення і телебачення була створена фахівцями з різних творчих і технічних сфер — радіостанцій, театрів, газет. Вона видавала в етер щодоби 4-6 годин власних програм. І тоді це було значним досягненням.
1963 року було розпочато трансляцію програм Центрального телебачення, які доповнювала Миколаївська телестудія. З березня 1972 року було здійснено перехід на двопрограмне мовлення — роздільну трансляцію Центрального телебачення і Українського телебачення, в яке включалися і передачі Миколаївської студії. Однак, включення миколаївських програм до системи Українського телебачення виявилося не зовсім вдалим, оскільки регіональні державні телекомпанії були поза найкращим етерним часом — на загальнонаціональних державних телеканалах для них було відведено тільки денний час. Тому керівництво Миколаївської державної телерадіокомпанії прагнуло створити власний обласний телеканал. Це надало б можливість повністю самостійно формувати програму телерадіомовлення та спілкуватися зі своїм глядачем у найбільш зручний для нього час.
Згодом з'явилися перші кольорові телепередачі. Лише 1974 року виникла технічна можливість робити відеозаписи передач, а до того телевізійники працювали у прямому етері. З цим було пов'язано багато курйозів, але загалом пряме включення дисциплінувало і змушувало серйозно готуватися до етеру. З 1983 року програми МОДТРК почали виходити в кольоровому оформленні.
У листопаді 1985 року на базі Миколаївського обласного Держкомітету з телебачення та радіомовлення був створений 7-й канал, а в жовтні 1993 року було започатковано міський телеканал «Миколаїв» на 31-му дециметровому діапазоні. Згодом він набув статусу обласного.
1997 року керівництво телеканалу запропонувало проєкт комплексної програми підтримки розбудови обласного телеканалу «Миколаїв», який було підтримано органами місцевої влади. Це забезпечило подальший розвиток регіонального державного телеканалу.
2014 року відзначали два ювілеї: 85 років миколаївському обласному радіо і 55 років телебаченню.
З 2017 року телерадіокомпанія є філією українського Суспільного мовлення — Національної суспільної телерадіокомпанії України.
З 14 січня 2019 року телеканал філії розпочав мовлення у широкоекранному форматі зображення 16:9.
30 травня 2019 т. в. о. голови правління UA: Суспільне мовлення Микола Чернотицький оголосив про присвоєння Миколаївській філії Суспільного логотипа "UA: ". Телеканал «Миколаїв» змінив свою назву на «UA: Миколаїв».
23 травня 2022 року в зв'язку з оновленням дизайн-системи брендів НСТУ телерадіокомпанія змінила назву на «Суспільне Миколаїв».
З 20 листопада по 18 грудня 2022 року телеканал філії транслював Чемпіонат світу з футболу 2022.

## Телебачення
«Суспільне Миколаїв» — український регіональний суспільний телеканал, який мовить на території Миколаївської області.
Сьогодні майже 85 % мешканців області дивляться телеканал у зручний для них час. Це, передусім, 7 випусків Телевізійних Новин Миколаївщини («ТНМ») щобудня, навколо яких формується програма передач.

### Наповнення етеру
Етерне наповнення мовника — інформаційні, соціально-публіцистичні та культурно-мистецькі програми виробництва творчих об'єднань НСТУ та «Суспільне Миколаїв».

#### Програми
- «Суспільне. Студія»
- «Суспільне Новини»
- «Суспільне Спорт»
- «Тиждень. Миколаїв»

#### Архівні програми
- «Суспільне. Спротив»
- «Ранок на Суспільному»
- «Суспільне Новини. Миколаїв»
- «Сьогодні. Головне»
- «Українською ― вільно»
- «#Звіти_наживо»
- «Виборчий округ»
- «Арт-Простір»

### Мовлення
Передача цифрового мовлення телеканалу відбувається в мультиплексі MX-5 (DVB-T2) у форматі 1080i 16:9 (HDTV). Трансляція мовника також доступна на сайті «Суспільне Миколаїв» в розділі «Онлайн».

## Радіо
У Миколаївській області НСТУ мовить на радіоканалі «Українське радіо Миколаїв».
21 лютого 1995 року вийшла в етер перша передача нового міського радіоканалу «Миколаїв», який швидко здобув популярність не лише у Миколаївській, а й у сусідніх областях. Мовлення велося на середніх хвилях, на частоті 1377 кГц (217,8 м) за допомогою передавача СРВ-7 потужністю 5 кВт. Це давало можливість охопити значну територію Миколаївської області.
Також працює «Українське радіо Миколаїв», яке веде трансляцію на частоті 92 FM у Миколаєві та прилеглих районах, а також на частоті 105,9 FM у Первомайську та прилеглих районах. Формат мовлення — інформаційний. Тематика передач різна: від політики до новин культури та спорту. На хвилі «Українського радіо Миколаїв» Ви маєте змогу почути програми про громадсько-політичне та соціально-економічне життя країни та регіону, вітчизняну історію та славетних земляків, культурно-мистецькі, музичні та дитячі програми.

### Наповнення етеру

#### Програми
- «Радіодень. Миколаїв»
- «Діалоги»
- «А що в громадах?»
- «На всі 100»

### Мовлення
- Вознесенськ — 92,6 МГц
- Миколаїв — 92 МГц
- Первомайськ — 105,9 МГц

## Діджитал
У діджиталі телерадіокомпанія «Суспільне Миколаїв» представлена вебсайтом та сторінками у Facebook, Instagram, YouTube та Telegram. Крім того, на сайті «Суспільне Новини» є розділ про новини Миколаївщини.

## Логотипи
Телерадіокомпанія змінила 2 логотипи. Нинішній — 3-й за ліком.
| Логотип | Опис                                            |
| ------- | ----------------------------------------------- |
|         | Логотип з 2015 року до 29 травня 2019 року      |
|         | Логотип з 30 травня 2019 до 22 травня 2022 року |
|         | Логотип з 23 травня 2022 року дотепер           |

### Хронологія назв
| Дата      | Назва                |
| --------- | -------------------- |
| 1985—1993 | «7 канал»            |
| 1993—2019 | «Миколаїв»           |
| 2019—2022 | «UA: Миколаїв»       |
| з 2022    | «Суспільне Миколаїв» |